# 青島 (魚津市)
青島（あおじま）は、富山県魚津市の地名。郵便番号は937-0063。道下地区の片貝川扇状地の末端部に位置している。地名の由来は14世紀初頭に発生した片貝川氾濫の際に取り残されて青い島のような状態となった地を、鎌倉時代後期の花園天皇の時代に三日市（現・黒部市）の徳法寺から分家した辻弥次郎の祖先にあたる仁右衛門が開発して開村したことから。

## 地理
西に富山湾を望む片貝川扇状地の平野部に位置し、概ねしんきろうロード（富山県道2号魚津生地入善線）から旧北陸街道（富山県道314号沓掛魚津線）までを範囲とする。
海辺ではノリ、ワカメ、テングサ、アワビ、カキ、ナマコなどが採取できる。

## 歴史
1646年から1661年の間に、斎澤村から分村したとされている。近世は新川郡の加積郷、加賀藩に所属し、1889年（明治22年）4月1日以降は下新川郡道下村に所属。かつて海岸には松原も多かった。また、官道（北陸街道、現在の富山県道314号沓掛魚津線）と浜往来（現在の富山県道2号魚津生地入善線）を結ぶ青島通路付近（現在の辻わくわくランド付近）に1軒の茶屋が存在していた。
1948年（昭和23年）11月15日、日本カーバイド工業の社宅50戸が同地に建設され（最終的に1953年（昭和28年）7月10日までに合計100戸建設された）、魚津市の管轄となった1952年（昭和27年）11月1日には市営住宅10戸が初めて建設された。1971年（昭和46年）からは農地を転用して宅地造成に着手した。第1期の37区画（9,408m2）は1976年（昭和51年）2月までに、第2期の31区画（8,617m2）は同年6月までに分譲が完了した。また、1982年（昭和57年）4月から北陸住宅開発により日本カーバイド工業社宅跡地にて30区画（8,017m2）の宅地が造成された。
この間にも一般住宅や勤労者雇用住宅、市営住宅（1978年3月竣工）の建設が進み、魚津市を代表する住宅地として発展した。
1975年（昭和50年）6月1日には、飛地にあたる一部が北鬼江一丁目、釈迦堂一丁目、吉島一丁目となった。

## 世帯数と人口
2025年（令和7年）5月31日現在の世帯数と人口は以下の通りである。
| 町丁 | 世帯数  | 人口    |
| ---- | ------- | ------- |
| 青島 | 615世帯 | 1,404人 |

なお、1979年（昭和54年）時点での世帯数は246世帯、人口は950人であった。

## 小・中学校の校区
市立小・中学校に通う場合、学区は以下の通りとなる。
| 番地 | 小学校             | 中学校             |
| ---- | ------------------ | ------------------ |
| 全域 | 魚津市立道下小学校 | 魚津市立東部中学校 |

## 交通

### 鉄道
下記2本の鉄道路線も同地内を通っているが、いずれも同地内に駅は存在しない。
- あいの風とやま鉄道線（旧北陸本線）
- 富山地方鉄道本線

### バス
魚津市民バスの経田 - 道下ルートのバス停が複数存在する。

### 道路
- 富山県道2号魚津生地入善線（しんきろうロード）
- 富山県道314号沓掛魚津線（旧北陸街道）

## 施設
- 魚津市立青島保育園[8]
- 辻わくわくランド
  - 1987年創業[18]。8種類の風呂を備えた銭湯。北陸地方で初めてスピンドルジェットバスを導入している[19]他、水風呂は片貝川水系の地下水（年間通じて12℃を維持）を使用[18]。
- 株式会社サンフーズ 魚津配送センター[20]
- ローソン 魚津青島店[21]
- 青島神明宮
  - 旧社格村社で、青島201番地に所在。806年（大同元年）3月20日の創建当初は青島村清水畑東山の地にあったが、1327年（嘉暦2年）5月、片貝川の大洪水に際し社殿が破壊され、字縣の下の地へ転社した。寛永年間に再び片貝川の洪水の為社殿が流失したため、現在地に移転した[22]。